# أوسكار إستيف
أوسكار إستيف (بالفرنسية: Wilfrid Estève) هو مصور أخبار ومصور فرنسي، ولد في 3 مارس 1968 في قرقشونة في فرنسا.

## وصلات خارجية
- الموقع الرسمي